# Krumme Dinger am Bosporus
Krumme Dinger am Bosporus  ist eine türkische Filmkomödie aus dem Jahr 2005. Yılmaz Erdoğan schrieb das Drehbuch und führte zugleich Regie. In Deutschland lief der Film erstmals in den Kinos am 22. Dezember 2005.

## Handlung
Als sich der erfolglose Komiker Samet umbringen will, wird er von Asim, dem Chef einer Istanbuler Autoschieberbande gestört. Dieser ist vom Supermankostüm, dass der junge Mann beim Suizid seltsamerweise trägt, so beeindruckt, dass er ihn gleich in die Verbrechersippe aufnimmt. Seine Helfer und Helfershelfer sind nämlich so beschränkt, dass Asim einen schlauen Mitdenker gut gebrauchen kann.
Doch als Süpermen, wie der schusslige Mann von nun an genannt wird, seinen ersten gestohlenen Neuwagen weiterverkaufen soll, gerät er ausgerechnet an eine Akademikerfamilie, die herausfinden will, wer ihr kurz zuvor schon ein gestohlenes Auto angedreht hat. Das „Verkaufsgespräch“ mit der schönen Tochter Umut verwirrt ihn so, dass er ihr das Fahrzeug gratis überlässt.

## Charakter

### Asim Noyan
Istanbul, Stadt der krummen Dinger und ein Kleinganovenparadies, insbesondere für solche wie Asim Noyan, der sich als Bandenkopf mit dem Verkauf gestohlener Autos an ahnungslose Interessenten über Wasser hält. Von seiner Frau verlassen, sucht er mit anatolischem Schnauzbart und Goldkettchen über der behaarten Brust reichlich Trost bei fremden Röcken. Ständig auf der Flucht vor den gehörnten Ehemännern, stolpert er eines Tages in die Kellerwohnung des chronisch erfolglosen Superman-Parodisten Samet. Dieser ist gerade dabei seinem Leben ein Ende zu bereiten.

### Yusuf Ziya
Ein paar Straßenzüge weiter sitzt der erfolglose Soziologe Yusuf Ziya Ocak in einer kleinen Buchhandlung. Er leidet unter dem mangelnden öffentlichen Interesse an seiner aktuellen Publikation. Aber just am selben Tag bringt ihm ein unverhoffter Literaturpreis dann doch die langersehnte wissenschaftliche Anerkennung und einen nicht minder großen Geldsegen. Mit seiner Frau Nuran zusammen beschließt er, seiner Tochter Umut von dem Preisgeld ein Auto zu schenken. Aber der Traum vom Luxus ist kurz. Schon die erste Spritztour mit dem Fahrzeug endet für Umut auf der Polizeistation. Auto weg, Geld weg und eine Anzeige von der Polizei am Hals.

## Kritik
outnow.ch schrieb: Die Story wird ungewohnt behäbig erzählt und die Handlung mit so vielen Figuren bevölkert wie ein vor sich hin wuselnder türkische Bazar. So bleibt die Charakterisierung nicht zuletzt auch aus Zeitgründen oberflächlich. Trotzdem kann man sich mit „Süpermen“, einem Woody Allen vom Bosporus, der braven Akademikerfamilie mit der kecken Tochter und vor allem dem schnauzbärtigen Schlawiner Asim gut anfreunden.